# Pseudokawia brazylijska
Pseudokawia brazylijska (Galea spixii) – gatunek ssaka z podrodziny kawii (Caviinae) w rodzinie kawiowatych (Caviidae). Zamieszkuje zróżnicowane siedliska na terenie Brazylii. Pseudokawia brazylijska jest spotykana na terenie całego państwa – od stanu Pará na południowym wschodzie i Mato Grosso na wschodzie, po Minas Gerais na północnym zachodzie, Bahia na zachodzie oraz po Pernambuco, Rio Grande do Norte Ceará, Maranhão, Piauí i Paraíba w Regionie Północno-Wschodnim, a także na terenie formacji roślinnej caatinga na suchych obszarach północno-wschodniej Brazylii. Według Mammal Species of the World występują także na terenie Boliwii, po wschodniej stronie Andów. Odnotowywano także ich obecność na terenie Paragwaju.

## Podgatunki
Wyróżnia się trzy podgatunki pseudokawii brazylijskiej:
- G. spixii palustris (Thomas, 1911); syn.: G. campicola Doutt, 1938; G. saxatilis (Lund, 1841)
- G. spixii spixii (Wagler, 1831)
- G. spixii wellsi (Osgood, 1915)

## Kariotyp
Garnitur chromosomowy pseudokawii brazylijskiej tworzą 32 pary (2n=64) chromosomów; FN=118.

## Budowa ciała
Pseudokawia brazylijska jest gryzoniem o średniej wielkości ciała. Jej sierść wybarwiona jest włosami o zróżnicowanym kolorze – od szarego do jasnobrązowego. Wybarwiona sierść tworzy charakterystyczne obwódki dookoła oczu. Zwierzęta te nie mają ogonów. Masa ciała dorosłych pseudokawii osiąga 200–650 g.

## Tryb życia
Gryzoń wiedzie nazeimny tryb życia. Okres aktywności dobowej przypada na dzień, ale sporadycznie może być aktywny także nocą.

## Zasięg występowania
Pseudokawia brazylijska występujące głównie we wschodniej Brazylii, ale jest spotykana na terenie całego państwa – od stanu Pará na południowym wschodzie i Mato Grosso na wschodzie, po Minas Gerais na północnym zachodzie, Bahia na zachodzie oraz po Pernambuco, Rio Grande do Norte Ceará, Maranhão, Piauí i Paraíba w Regionie Północno-Wschodnim, a także na terenie formacji roślinnej caatinga na suchych obszarach północno-wschodniej Brazylii. Według Mammal Species of the World występują także na terenie Boliwii, po wschodniej stronie Andów. Odnotowywano także ich obecność na terenie Paragwaju.

## Ekologia
Największymi wrogami pseudokawii brazylijskiej w północno-wschodniej Brazylii jest grizon większy. Fragmenty dorosłego zwierzęcia (cały tułów) odkryto także w żołądku badanego przez naukowców grzechotnika straszliwego.

### Siedlisko
Gatunek nie wykazuje szczególnych wymagań siedliskowych. Zamieszkuje otwarte obszary, sawannę, suche tereny formacji roślinnej caatinga, tereny skaliste i tereny uprawne. Zasięg terytorialny samców jest znacznie większy (o około 50%) niż samic. Według szacunków samce zajmują teren o powierzchni średnio 872 m², zaś samice 632 m².